# 王瓖 (明朝)
王瓖（1421年—？），字宗璽，河南開封府許州襄城縣人，民籍。明朝政治人物。進士出身。

## 生平
河南鄉試第七名。正統十年（1445年）乙丑科會試第一百二十一名，殿試登進士第三甲第八十六名。

## 家族
曾祖王德成。祖父王尚文，曾任陝西右參議。父亲王警道。